# 冬のメイン・ストリート
『冬のメイン・ストリート』（ふゆのメインストリート）は、財津和夫の通算7枚目のシングル。

## 背景
表題曲とカップリング曲共に、財津が参加したコンピレーション・アルバム『The Night Before Christmas』からシングルカットされた。

## 収録曲
| 全作詞・作曲: 財津和夫、全編曲: 京田誠一。 |                                |          |            |      |
| #                                          | タイトル                       | 作詞     | 作曲・編曲 | 時間 |
| 1.                                         | 「冬のメイン・ストリート」     | 財津和夫 | 財津和夫   | 4:38 |
| 2.                                         | 「子供たちのためのクリスマス」 | 財津和夫 | 財津和夫   | 5:04 |
| 合計時間:                                  | 合計時間:                      | 9:42     |            |      |